# 641
El 641 (DCXLI) fou un any comú començat en dilluns del calendari julià.

## Esdeveniments
- Es funda la ciutat que després serà El Caire (Fustat).
- El cristianisme nestorià arriba a la Xina.
- Els àrabs conquereixen Alexandria.